# Zingeria kochii
Zingeria kochii är en gräsart som först beskrevs av Carl Christian Mez, och fick sitt nu gällande namn av Nikolai Nikolaievich Tzvelev. Zingeria kochii ingår i släktet Zingeria och familjen gräs. Inga underarter finns listade i Catalogue of Life.